# 미사키촌 (에히메현)
미사키촌(三崎村)은 에히메현 니시우와군에 설치되었던 촌이다. 현재의 이카타정에 해당한다.